# قرار مجلس الأمن التابع للأمم المتحدة رقم 1123
قرار مجلس الأمن التابع للأمم المتحدة رقم 1123، المتخذ بالإجماع في 30 يوليو 1997، بعد الإشارة إلى جميع قرارات مجلس الأمن والجمعية العامة ذات الصلة بشأن هايتي، والإشارة إلى إنهاء بعثة الأمم المتحدة للدعم في هايتي وفقا للقرار 1086 (1996)، أنشأ المجلس بعثة الأمم المتحدة الانتقالية في هايتي لمساعدة قوة الشرطة الوطنية.
وأشار مجلس الأمن إلى الدور الذي قامت به الأمم المتحدة في إنشاء الشرطة الوطنية الهايتية. وشدد أيضاً على أهمية وجود قوة شرطة وطنية محترفة تعمل بكامل طاقتها وتنشيط نظام العدالة في هايتي. بناء على طلب رئيس هايتي رينيه بريفال، تم إنشاء بعثة الأمم المتحدة الانتقالية في هايتي لفترة واحدة مدتها أربعة أشهر تنتهي في 30 تشرين الثاني / نوفمبر 1997 من أجل المساعدة في إضفاء الطابع المهني على الشرطة الهايتية. وستتألف بعثة الأمم المتحدة الانتقالية في هايتي من 250 من الشرطة المدنية و 50 من الأفراد العسكريين.
وأخيراً، طُلب إلى الأمين العام كوفي عنان تقديم تقرير عن تنفيذ القرار الحالي والمساعدات الدولية المستقبلية إلى هايتي بحلول 30 أيلول / سبتمبر 1997.

## روابط خارجية
- نص القرار في undocs.org